# Saale-Holzland-Kreis
Saale-Holzland-Kreis – powiat w niemieckim kraju związkowym Turyngia. Siedzibą powiatu jest Eisenberg.

## Podział administracyjny
W skład powiatu wchodzi:
- osiem miast (Stadt)
- 20 gmin (Gemeinde)
- pięć wspólnot administracyjnych (Verwaltungsgemeinschaft)

Miasta:
| Lp. | Nazwa miasta     | Ludność (31 grudnia 2018) | Powierzchnia km² |
| --- | ---------------- | ------------------------- | ---------------- |
| 1   | Bürgel           | 3.132                     | 27,00            |
| 2   | Dornburg-Camburg | 5.426                     | 30,72            |
| 3   | Eisenberg        | 10.885                    | 24,85            |
| 4   | Hermsdorf        | 7.893                     | 7,51             |
| 5   | Kahla            | 6.822                     | 7,97             |
| 6   | Orlamünde        | 1.113                     | 7,58             |
| 7   | Schkölen         | 2.590                     | 53,30            |
| 8   | Stadtroda        | 6.692                     | 24,07            |

Gminy:
| Lp. | Nazwa gminy           | Ludność (31 grudnia 2018) | Powierzchnia km² |
| --- | --------------------- | ------------------------- | ---------------- |
| 1   | Albersdorf            | 288                       | 2,85             |
| 2   | Bad Klosterlausnitz   | 3454                      | 16,60            |
| 3   | Bobeck                | 287                       | 7,11             |
| 4   | Gösen                 | 196                       | 3,13             |
| 5   | Graitschen bei Bürgel | 386                       | 4,60             |
| 6   | Hainspitz             | 641                       | 5,28             |
| 7   | Mertendorf            | 135                       | 3,78             |
| 8   | Möckern               | 115                       | 5,35             |
| 9   | Nausnitz              | 81                        | 1,42             |
| 10  | Petersberg            | 272                       | 8,38             |
| 11  | Poxdorf               | 88                        | 4,07             |
| 12  | Rauschwitz            | 209                       | 8,76             |
| 13  | Ruttersdorf-Lotschen  | 332                       | 8,50             |
| 14  | Scheiditz             | 55                        | 1,68             |
| 15  | Schlöben              | 907                       | 15,89            |
| 16  | Schöngleina           | 506                       | 6,77             |
| 17  | Serba                 | 696                       | 7,07             |
| 18  | Tautenhain            | 946                       | 8,91             |
| 19  | Waldeck               | 233                       | 7,97             |
| 20  | Weißenborn            | 1263                      | 10,04            |

Wspólnoty administracyjne:
| Lp. | Nazwa wspólnoty administracyjnej | Ludność (31 grudnia 2018) | Powierzchnia km² | Liczba gmin |
| --- | -------------------------------- | ------------------------- | ---------------- | ----------- |
| 1   | Dornburg-Camburg                 | 10.332                    | 120,37           | 13          |
| 2   | Heideland-Elstertal-Schkölen     | 7.685                     | 122,14           | 7           |
| 3   | Hermsdorf                        | 10.880                    | 35,70            | 5           |
| 4   | Hügelland/Täler                  | 5.067                     | 129,41           | 21          |
| 5   | Südliches Saaletal               | 11.552                    | 186,92           | 21          |

## Zmiany administracyjne
- 1 stycznia 2019
  - przyłączenie gmin Bollberg oraz Quirla do miasta Stadtroda
- 1 stycznia 2024
  - przyłączenie gminy Unterbodnitz ze wspólnoty administracyjnej Hügelland/Täler do wspólnoty Südliches Saaletal